# Carl Fredrik Pollet
Carl Fredrik Filip Pollet, född 7 oktober 1769 i Zweibrücken, död 16 juni 1801 i Stralsund, var en svensk militär.

## Biografi
Pollet var son till militären Johan Frans Pollet och blev löjtnant vid regementet i Alsace i fransk tjänst 1773. År 1776 blev han kvartermästare vid Västgöta kavalleriregemente och året därpå fänrik vid Västmanlands regemente. 1780 övergick han till Blixenska regementet, där han fyra år senare blev löjtnant. Vid samma tid var han löjtnant i fransk tjänst vid regementet Royal Deux Ponts i Pfalzburg. Pollet blev kapten vid Psilanderhielmska regementet 1787 och erhöll två år senare avsked ur fransk tjänst. Samma år blev Pollet stabsadjutant hos Gustav III och tilldelades 1791 Svensksundsmedaljen. År 1792 blev han överadjutant hos Gustav III samt major i armén. Året därpå blev Pollet generaladjutant av flygeln och överstelöjtnant i armén. År 1795 blev han vidare major vid det egna regementet och erhöll avsked 1799. Han var gift med Cordula Stierneroos och hade två barn, varav sonen slöt ätten 1830 på svärdssidan.

## Utmärkelser
- Svensksundsmedaljen - 13 mars 1791
- Riddare av Svärdsorden - 1 november 1797